# Karloman van Beieren
Karloman (Duits: Karlmann) (ca. 830 – 29 september 880) was de oudste zoon van Lodewijk de Duitser, koning van Oost-Francië, en Emma, dochter van graaf Welf. Hij was hertog van Beieren vanaf 876 en koning van Italië vanaf 877 tot hij invalide werd in 879 en stierf in 880.

## Leven en loopbaan

### Rol onder zijn vader

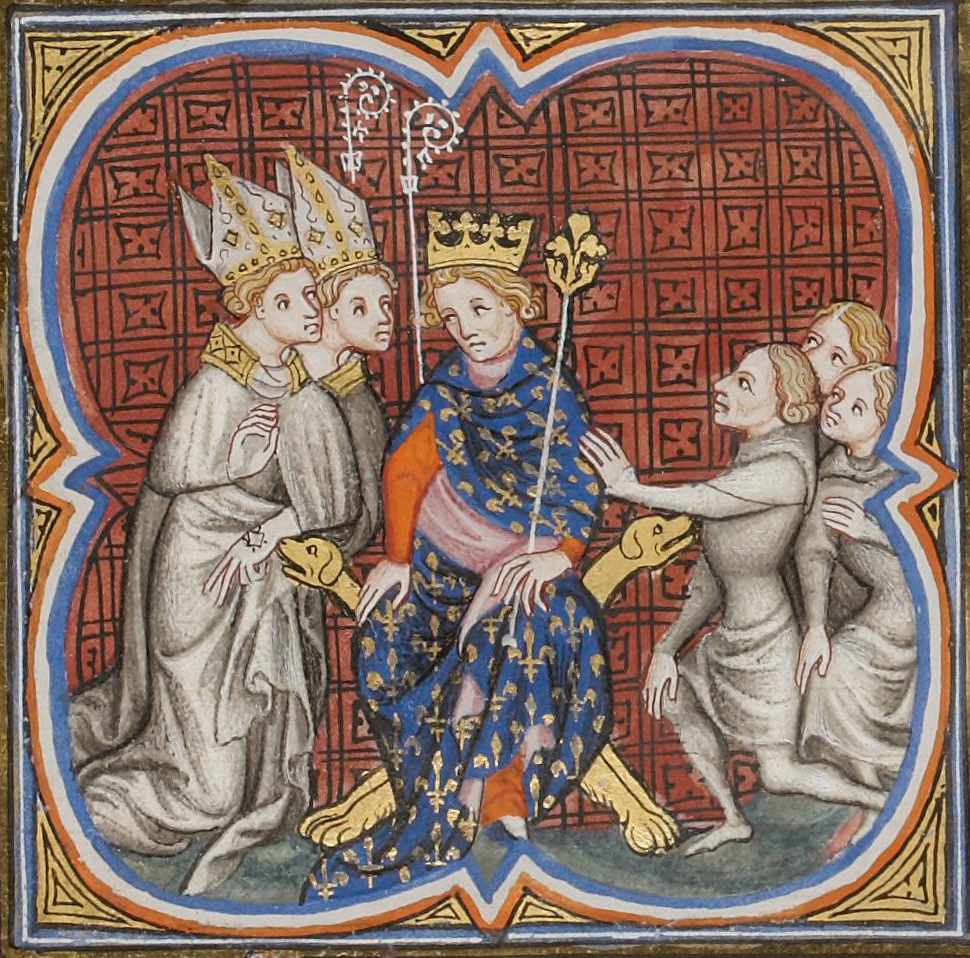
Miniatuur van Lodewijk II met zijn zonen uit de 14e eeuw

Karloman was de oudste zoon van Lodewijk II de Duitser, koning van Oost-Francië, en Emma. In 853 vervulde hij een succesvolle diplomatieke missie naar Rastislav van Moravië en in 856 kreeg hij het bestuur over de oostelijke marken. In 861 en 863 kwam hij met zijn broers in opstand tegen hun vader, waarbij een groter aandeel in het bestuur de inzet was. Karloman eiste het bestuur van Beieren (tot aan de Inn). Hij werd gevangengenomen maar wist te vluchten naar de oostelijke marken. Lodewijk verzoende zich met zijn zoons maar veel edelen die hen hadden gesteund werden bestraft.
In 865 was het nieuws dat Lodewijk II van Italië zou zijn overleden de aanleiding voor Lodewijk de Duitser voor een politieke koerswijziging. Omdat Lodewijk II van Italië zonder mannelijke erfgenamen was overleden besloot Lodewijk de Duitser zijn inspanningen op Italië te richten. Daarvoor was het nodig dat hij de geschillen met zijn zoons bijlegde om hen taken in het bestuur van Oost-Francië te geven. Karloman werd hertog van Beieren en de Oostmark. Zijn broer Karel III de Dikke werd hertog van Allemannië en Lodewijk III de Jonge werd hertog van Franken en Saksen. Het bericht van het overlijden van Lodewijk II van Italië bleek overigens een vals gerucht te zijn. In plaats van een expeditie naar Italië werd een oorlog gevoerd tegen Moravië. Hoewel Moravië niet militair werd verslagen accepteerde Rastislav het Frankische oppergezag.
In 874 benoemde Lodewijk II van Italië door diplomatie van Lodewijk de Duitser, Karloman tot zijn opvolger. Toen Karel de Kale in 875 de Italiaanse kroon wist te verwerven was dat voor Karloman daarom reden om met een leger naar Italië te trekken. Zijn leger werd echter geplaagd door ziekte en hij moest zich terugtrekken. Karel de Kale betaalde een schadeloosstelling aan Karloman.

### Koning

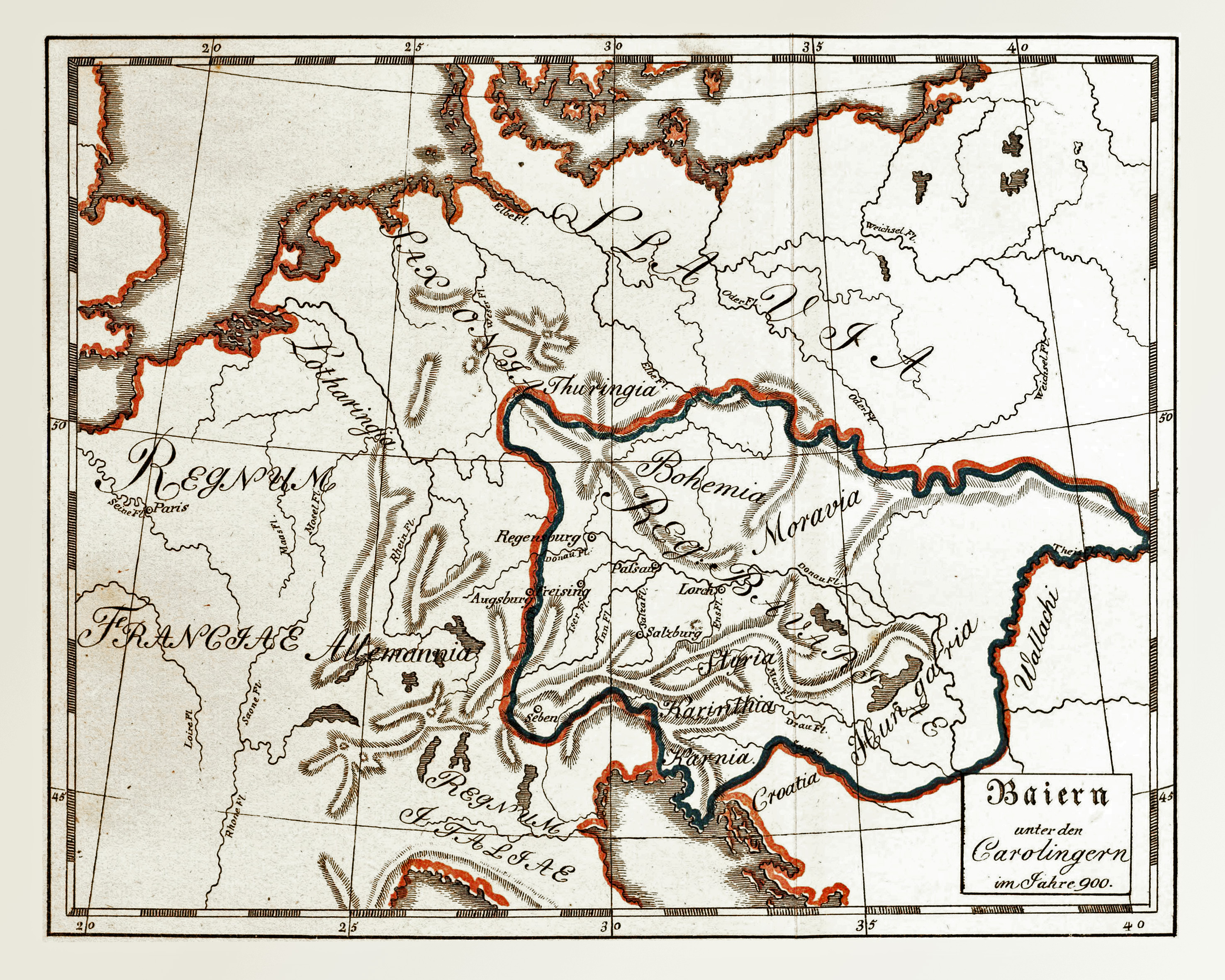
Kaart van Beieren rond het jaar 900

Na het overlijden van Lodewijk de Duitser in 876 werd Oost-Francië vreedzaam verdeeld door Karloman en zijn broers, volgens de verdeling van 865. Ieder was koning in zijn eigen gebied, en Karloman werd als de oudste broer als de hoogste koning van Oost-Francië gezien. Zijn eigenlijke gebied omvatte Beieren, de oostelijke marken en het oppergezag over Pannonië, Bohemen en Moravië. Na het overlijden van Karel de Kale in 877 werd Karloman ook koning van Italië. In dat jaar stichtte hij het kapittel van Altötting en trok naar Italië. In Italië werd hij ziek en hij moest in een draagstoel teruggebracht worden naar Beieren. Hij zou nooit meer gezond worden. Twee jaar later werd hij in Verona getroffen door een beroerte die hem verlamde en waardoor hij ook niet meer kon spreken. Hij verdeelde zijn koninkrijk onder zijn broers: Lodewijk kreeg Beieren en Karel kreeg Italië. Zijn bastaardzoon Arnulf kreeg het markgraafschap Karinthië.

## Nakomelingen
Karloman had een relatie met Liutswind (ca. 830 - voor 9 maart 891), vermoedelijk dochter van Ernst I van de Nordgau en Irmgard. Ernst verloor door zijn steun aan Karloman al zijn functies in 861. Karloman en Liutswind hadden een zoon: Arnulf, die in 887 koning van Oost-Francië zou worden en in 896 ook koning van Italië en keizer werd.
Ten tijde van de geboorte van Arnulf waren Karloman en Liutswind niet getrouwd. Sommige bronnen speculeren dat ze op latere leeftijd nog wel zijn getrouwd.

## Voorouders
| Voorouders van Karolman van Beieren | Voorouders van Karolman van Beieren                               | Voorouders van Karolman van Beieren                               | Voorouders van Karolman van Beieren                               | Voorouders van Karolman van Beieren                               | Voorouders van Karolman van Beieren                     | Voorouders van Karolman van Beieren                     | Voorouders van Karolman van Beieren                     | Voorouders van Karolman van Beieren                     |
| ----------------------------------- | ----------------------------------------------------------------- | ----------------------------------------------------------------- | ----------------------------------------------------------------- | ----------------------------------------------------------------- | ------------------------------------------------------- | ------------------------------------------------------- | ------------------------------------------------------- | ------------------------------------------------------- |
| Overgrootouders                     | Karel de Grote (747-814) ∞ Hildegard (758-783)                    | Karel de Grote (747-814) ∞ Hildegard (758-783)                    | Ingram van de Haspengouw (744-) ∞ Rotrud (-)                      | Ingram van de Haspengouw (744-) ∞ Rotrud (-)                      | Rothard van de Argengau (725–771) ∞ Ermenane (-)        | Rothard van de Argengau (725–771) ∞ Ermenane (-)        | Isanbarth (–) ∞ Theodrada (-)                           | Isanbarth (–) ∞ Theodrada (-)                           |
| Grootouders                         | Lodewijk de Vrome (778-840) ∞ Ermengarde van Haspengouw (778-818) | Lodewijk de Vrome (778-840) ∞ Ermengarde van Haspengouw (778-818) | Lodewijk de Vrome (778-840) ∞ Ermengarde van Haspengouw (778-818) | Lodewijk de Vrome (778-840) ∞ Ermengarde van Haspengouw (778-818) | Welf van Altdorf (744-) ∞ Eigilwich (-)                 | Welf van Altdorf (744-) ∞ Eigilwich (-)                 | Welf van Altdorf (744-) ∞ Eigilwich (-)                 | Welf van Altdorf (744-) ∞ Eigilwich (-)                 |
| Ouders                              | Lodewijk de Duitser (806-876) ∞ Emma (zalige) (808-876)           | Lodewijk de Duitser (806-876) ∞ Emma (zalige) (808-876)           | Lodewijk de Duitser (806-876) ∞ Emma (zalige) (808-876)           | Lodewijk de Duitser (806-876) ∞ Emma (zalige) (808-876)           | Lodewijk de Duitser (806-876) ∞ Emma (zalige) (808-876) | Lodewijk de Duitser (806-876) ∞ Emma (zalige) (808-876) | Lodewijk de Duitser (806-876) ∞ Emma (zalige) (808-876) | Lodewijk de Duitser (806-876) ∞ Emma (zalige) (808-876) |
| Karloman van Beieren (830-880)      |                                                                   |                                                                   |                                                                   |                                                                   |                                                         |                                                         |                                                         |                                                         |

vet = keizer · cursief = tegenkoning · 1 = medekoning (in een deelrijk) · 2 = afkomstig uit een andere dynastie